# Kyllinga chlorotropis
Kyllinga chlorotropis är en halvgräsart som beskrevs av Ernst Gottlieb von Steudel. Kyllinga chlorotropis ingår i släktet Kyllinga och familjen halvgräs. Inga underarter finns listade i Catalogue of Life.